# Interplay Entertainment
Interplay Entertainment (von der Gründung 1983 bis 1998 Interplay Productions) ist ein US-amerikanischer Spieleentwickler und -publisher.

## Geschichte

### 1983 bis Mitte der 1990er-Jahre
Interplay Productions wurde im Jahr 1983 in Süd-Kalifornien von ehemaligen Mitarbeitern des Computerspieleherstellers Boone Corporation gegründet. Präsident war Brian Fargo. Die Mitarbeiter waren zunächst auszunehmend jung; noch 1987 waren alle Angestellten unter 30 Jahre alt. Erste Bekanntheit erlangte das Entwicklerstudio durch die Computer-Rollenspiele The Bard’s Tale und Wasteland. Mitte der 1980er-Jahre trat Interplay in den von den Medien so betitelten „Parser war“ (Parser-Krieg) ein – die Interplay-Entwickler standen in direkter Konkurrenz zu den Programmierteams von anderen Textadventureproduzenten wie Telarium oder Synapse Software, die ebenfalls daran arbeiteten, einen Parser zu entwickeln, der dem von Marktführer Infocom ebenbürtig oder gar überlegen wäre.
Im Jahr 1988 begann Interplay, Spiele anderer Hersteller zu vertreiben. Anfang der 90er erwarb Interplay Lizenzrechte für Star Trek, um damit Spiele wie Star Trek: 25th Anniversary und Star Trek: Judgment Rites umzusetzen.
Große Bekanntheit erlangte Interplay 1995 als Publisher des 3D-Raumschiff-Shooters Descent. Im selben Jahr erwarb Interplay die Lizenzen für die Kampagnenwelten Vergessene Reiche und Planescape des Rollenspiel-Regelwerks Dungeons & Dragons, auf deren Grundlage interne Entwicklerteams mehrere Spiele entwarfen. Seit 1998 firmierte Interplays Rollenspiel-Abteilung schließlich unter dem Namen Black Isle Studios.

### Niedergang ab Ende der 1990er-Jahre
1998 ging Interplay an die US-amerikanische Börse NASDAQ. Trotz einiger erfolgreicher Spiele wie Fallout und Baldur’s Gate und dem Versuch, mit Interplay Movies in der Filmwelt Fuß zu fassen, gelang es nicht, langfristig Gewinne zu erzielen. In den darauf folgenden sieben Jahren verzeichnete die Firma nur Verluste.
Als Hauptgrund für den Niedergang Interplays nannte Brian Fargo in späterer Zeit, dass es dem Unternehmen nicht rechtzeitig gelungen war, sich im Konsolenmarkt zu positionieren. Demnach hatte die Firma den Zyklus für die 5. Konsolengeneration verpasst, sodass ein Einstieg und Aufbau der entsprechenden Entwicklungskompetenzen vor dem Aufkommen der Nachfolger-Generation nur wenig erfolgversprechend schien. Gleichzeitig ließen die Einnahmen im Kernmarkt der PC-Spiele immer stärker nach und die Einnahmen der erfolgreichen D&D-Spiele wie Baldur's Gate wurden durch die vertraglich festgelegten Lizenzzahlungen an TSR und Entwickler BioWare deutlich reduziert. Schließlich fehlte Interplay im Vergleich zu anderen Publishern auch ein zugkräftiges Franchise, das sich auch auf Konsolen umsetzen ließ, nachdem das Spielprinzip des zugkräftigsten Titels Baldur's Gate stark auf die PC-Plattform zugeschnitten war. Die Übernahmen von Shiny Entertainment und die dreijährige Entwicklung von Wild 9 stellte zumindest einen Versuch dar, in gewissem Umfang im Konsolenmarkt Fuß zu fassen, der sich aber finanziell nicht auszahlte. Die Summe der Ursachen führte schließlich dazu, dass das Unternehmen zunehmend in finanzielle Schwierigkeiten geriet. Die Übernahme Shinys erfolgte sukzessive. 1995 erwarb Interplay 91 % des Unternehmens von Firmeneigner David Perry für 3,6 Millionen US-Dollar, die restlichen 9 % wurden 2001 für 600.000 Dollar erworben. Im April 2002 verkaufte Interplay Shiny für 47 Millionen an Infogrames und dessen Tochter Atari (vormals GT Interactive).
2001 wurde der französische Publisher Titus Interactive Mehrheitsaktionär des schwächelnden Unternehmens, ohne es jedoch vollständig zu übernehmen. Januar 2002 verließ Brian Fargo das Unternehmen wegen Uneinigkeiten mit dem neuen Mehrheitseigner. Titus-Gründer Hervé Caen übernahm daraufhin die Geschäftsführung. Ebenfalls 2002 beendete Interplay größtenteils seine Tätigkeiten als Publisher und ließ von da an seine Spiele durch Vivendi Universal Games vertreiben. Im selben Jahr wurde Interplay aufgrund des niedrigen Firmenwertes vom NASDAQ gestrichen. Ende 2002 / Anfang 2003 verlor Interplay die D&D-Lizenz, sodass das Entwicklungsstudio Black Isle die seit zwei Jahren laufenden Arbeiten an Baldur's Gate 3: The Black Hound (interner Arbeitstitel: Project Jefferson) einstellen musste. Im Laufe des Jahres 2003 ordnete Interplay schließlich auch die Einstellung der weit fortgeschrittenen Entwicklungsarbeiten an einem Nachfolger zu Fallout 2 an, um sich zukünftig auf die Entwicklung von Konsolenspielen zu konzentrieren, was letztlich zur Schließung des Entwicklerstudios "Black Isle Studios" führte. Im Juli 2004 vergab Interplay eine Lizenz zur Entwicklung von Fallout 3 (und die Option für Teil 4 und 5) an Bethesda Softworks, die Markenrechte verblieben jedoch bei Interplay. Am 8. Juni 2004 wurde Interplay aufgrund seit über einem Monat nicht mehr gezahlten Löhnen von staatlicher Seite geschlossen, jedoch bald darauf wieder geöffnet.
Im August 2004 meldete Interplay-Mehrheitseigner Titus Insolvenz an und wurde zerschlagen. Infolgedessen drohte auch Interplay die Schließung, beispielsweise wurde sofort die Interplay Webseite vom Netz genommen. Erst am 4. Juli 2005 war die Webseite wieder online, diesmal mit einem unabhängigen Interplay dahinter.

### Entwicklung ab 2006
Ende 2006 gab Interplay bekannt, einen Investor gefunden zu haben und sich nun voll auf die Entwicklung eines Onlineablegers der Fallout-Serie mit dem Arbeitstitel Project V13 zu konzentrieren. Um dies finanzieren zu können, verkaufte Interplay unter anderem im April 2007 für 5,75 Millionen US-Dollar und unter Einbehaltung einer Entwicklungslizenz für ein Fallout-MMO die Fallout-Markenrechte an Bethesda Softworks und wurde so vom Lizenzgeber zum Lizenznehmer. Für dieses Projekt gab es vertragliche Auflagen, die nach Meinung Bethesdas nicht eingehalten wurden, weshalb 2009 eine Klage angestrebt wurde. Interplay dagegen zog seinerseits vor Gericht und warf Bethesda vor, selbst durch Blockade von Project V13 gegen den Vertrag verstoßen zu haben. Dieser Rechtsstreit wurde im Januar 2012 außergerichtlich beigelegt, indem Bethesda Interplay zwei Millionen Dollar zahlte und dafür die Rechte am MMOG erhielt sowie ab 1. Januar 2014 auch für Fallout, Fallout 2 und Fallout Tactics.
Am 22. August 2012 gab Interplay die Wiederbelebung der hauseigenen Black Isle Studios bekannt. Im Juni 2013 erwarb Interplay für 7.500 US-Dollar vom insolventen Spielepublisher THQ die Markenrechte der Weltraum-Flugsimulationen Conflict: Freespace und Freespace 2.

## Entwickelte Videospiele
Die folgende Liste zeigt die von Interplay entwickelten Videospiele alphabetisch gelistet.
| VÖ-Datum | Titel                                         | Plattform(en)                                                                                        |
| -------- | --------------------------------------------- | --- |
| 2000     | American Deer Hunter                          | PlayStation                                                                                          |
| 2001     | Baldur’s Gate: Dark Alliance                  | PlayStation 2, Xbox, GameCube                                                                        |
| 2004     | Baldur’s Gate: Dark Alliance 2                | PlayStation 2, Xbox                                                                                  |
| 1985     | The Bard’s Tale: Tales of the Unknown         | Commodore 64                                                                                         |
| 1986     | The Bard’s Tale II: The Destiny Knight        | Commodore 64                                                                                         |
| 1988     | The Bard’s Tale III: The Thief of Fate        | Commodore 64                                                                                         |
| 1999     | Baseball 2000                                 | PlayStation                                                                                          |
| 1994     | Blackthorne                                   | Super Nintendo Entertainment System                                                                  |
| 1994     | Heart of the Alien                            | Sega Mega-CD                                                                                         |
| 1995     | Boogerman: A Pick and Flick Adventure         | Mega Drive, SNES                                                                                     |
| 1985     | Borrowed Time                                 | Commodore 64, MS-DOS, Amiga, Atari ST, Mac OS, Apple II                                              |
| 1998     | Cesar's Palace 2                              | PlayStation, Game Boy                                                                                |
| 2000     | Caesars Palace 2000: Millennium Gold Edition  | Dreamcast                                                                                            |
|          | Casino Fun Pack                               | Game Boy                                                                                             |
|          | Casper                                        | Game Boy                                                                                             |
|          | Clay Fighter                                  | Mega Drive, SNES                                                                                     |
|          | Clay Fighter II                               | SNES                                                                                                 |
|          | Clay Fighter 63 1/3                           | Nintendo 64                                                                                          |
|          | Clay Fighter: Tournament Edition              | SNES                                                                                                 |
|          | Clay Fighter Extreme                          | PlayStation                                                                                          |
|          | Claymates                                     | SNES                                                                                                 |
| 1996     | Conquest of the New World                     | PC                                                                                                   |
| 1997     | Conquest of the New World Deluxe Edition      | PC                                                                                                   |
|          | Crime Killer                                  | PlayStation                                                                                          |
|          | Cyberia                                       | Sega Saturn                                                                                          |
|          | Descent Maximum                               | PlayStation                                                                                          |
| 2000     | Evolva                                        | PC                                                                                                   |
| 2004     | Fallout: Brotherhood of Steel                 | PlayStation 2, Xbox                                                                                  |
| 1995     | Stonekeep                                     | PC                                                                                                   |
| 1997     | Fallout                                       | PC                                                                                                   |
| 1998     | Fallout 2                                     | PC                                                                                                   |
|          | Gekido: Urban Fighters                        | PlayStation                                                                                          |
| 2000     | Giants: Citizen Kabuto                        | PC, PlayStation 2                                                                                    |
| 1998     | Heart of Darkness                             | PC, PlayStation                                                                                      |
|          | Hunter: The Reckoning                         | Xbox                                                                                                 |
|          | Incoming                                      | Dreamcast                                                                                            |
| 1990     | J.R.R. Tolkien's The Lord of the Rings Vol. 1 | Amiga, MS-DOS, FM-Towns, PC-98                                                                       |
| 1997     | Jimmy Johnson's VR Football 98                | PlayStation                                                                                          |
| 1999     | Kingpin: Life of Crime                        | Linux, PC                                                                                            |
| 1993     | The Lost Vikings                              | Commodore Amiga, Mega Drive                                                                          |
|          | Lost Vikings II: Norse by Norsewest           | PlayStation, SNES                                                                                    |
|          | Mechanized Assault and Exploration (M.A.X.)   | PC                                                                                                   |
|          | MDK 2                                         | Dreamcast                                                                                            |
|          | MDK 2 Armageddon                              | PlayStation 2                                                                                        |
| 1984     | Mindshadow                                    | Amiga, Amstrad CPC, Apple II, Atari 8-bit, Atari ST, Commodore 64, Macintosh, PC Booter, ZX Spectrum |
|          | Offroad Outlaws                               | PlayStation 2                                                                                        |
|          | Out of this World                             | SNES                                                                                                 |
|          | Pocket GT Racing                              | Game Boy                                                                                             |
|          | R/C Stunt Copter                              | PlayStation                                                                                          |
|          | Re-Loaded                                     | PlayStation                                                                                          |
|          | Realms Of The Haunting                        | PC                                                                                                   |
|          | Red Asphalt                                   | PlayStation                                                                                          |
|          | Renegade Racer                                | Dreamcast                                                                                            |
|          | RoboCop vs. The Terminator                    | Game Boy                                                                                             |
|          | Rock & Roll Racing                            | Mega Drive, SNES                                                                                     |
|          | RPM Racing                                    | SNES                                                                                                 |
|          | Sacrifice                                     | PC                                                                                                   |
| 1997     | Star Trek: Starfleet Academy                  | PC, SNES                                                                                             |
| 1992     | Star Trek: 25th Anniversary                   | MS-DOS, Amiga, klassisches Mac OS, Windows, macOS, Linux                                             |
| 1993     | Star Trek: Judgment Rites                     | MS-DOS, klassisches Mac OS                                                                           |
|          | Super Runabout: San Francisco Edition         | Dreamcast                                                                                            |
|          | Stonekeep                                     | PC                                                                                                   |
| 1986     | Tass Times in Tonetown                        | Diverse                                                                                              |
|          | Tempest X                                     | PlayStation                                                                                          |
| 1984     | The Tracer Sanction                           | Apple II, Commodore 64, PC Booter                                                                    |
|          | Track Meet                                    | Game Boy                                                                                             |
|          | Virtual Tennis                                | PlayStation                                                                                          |
|          | Viva Soccer                                   | PlayStation                                                                                          |
|          | VR Baseball 99                                | PlayStation                                                                                          |
|          | VR Golf 97                                    | PlayStation                                                                                          |
|          | VR Pro Pinball                                | PlayStation                                                                                          |
| 1987     | Wasteland                                     | Commodore 64                                                                                         |
|          | Wicked Surfing                                | Game Boy                                                                                             |
|          | Wild 9                                        | PlayStation                                                                                          |
|          | Wild Wild Racing                              | PlayStation 2                                                                                        |

## Vertriebene Spiele
- Atomic Bomberman (1997)
- Normality (1996)
- Battle Chess (1988)
- Buzz Aldrin’s Race into Space (1992)
- Carmageddon (1997)
- Descent (1995)
- Dungeon Master II (1995)
- Stonekeep (1995)
- Neuromancer (1988)
- Warcraft: Orcs & Humans (1994)
- Redneck Rampage (1997)